# Paris-Tours 2014
La 108e édition de la course cycliste Paris-Tours a eu lieu le 12 octobre 2014. La course fait partie du calendrier UCI Europe Tour 2014 en catégorie 1.HC.
Elle a été remportée par le Belge Jelle Wallays (Topsport Vlaanderen-Baloise) qui s'impose lors d'un sprint à deux devant le Français Thomas Voeckler (Europcar) tandis que son compatriote Jens Debusschere (Lotto-Belisol) règle un peloton d'une trentaine de coureurs pour la troisième place à douze secondes du vainqueur.

## Présentation

### Parcours
Depuis 2009, Paris-Tours s'élance du département d'Eure-et-Loir, à chaque fois d'une ville différente. Cette fois-ci, la course part de Bonneval.

### Équipes
Classé en catégorie 1.HC de l'UCI Europe Tour, Paris-Tours est par conséquent ouvert aux UCI ProTeams dans la limite de 70 % des équipes participantes, aux équipes continentales professionnelles, aux équipes continentales françaises et à une équipe nationale française.
L'organisateur Amaury Sport Organisation a communiqué la liste des équipes invitées le 11 septembre 2014. Vingt-et-une équipes participent à ce Paris-Tours - onze ProTeams, sept équipes continentales professionnelles et trois équipes continentales :
| UCI ProTeams            | UCI ProTeams | UCI ProTeams |
| Nom de l'équipe         | Pays         | Code         |
| ----------------------- | ------------ | ------------ |
| AG2R La Mondiale        | France       | ALM          |
| Belkin                  | Pays-Bas     | BEL          |
| BMC Racing              | États-Unis   | BMC          |
| Europcar                | France       | EUC          |
| FDJ.fr                  | France       | FDJ          |
| Garmin-Sharp            | États-Unis   | GRS          |
| Giant-Shimano           | Pays-Bas     | GIA          |
| Lotto-Belisol           | Belgique     | LTB          |
| Omega Pharma-Quick Step | Belgique     | OPQ          |
| Tinkoff-Saxo            | Russie       | TCS          |
| Trek Factory Racing     | États-Unis   | TFR          |

| Équipes continentales professionnelles | Équipes continentales professionnelles | Équipes continentales professionnelles |
| Nom de l'équipe                        | Pays                                   | Code                                   |
| -------------------------------------- | -------------------------------------- | -------------------------------------- |
| Bretagne-Séché Environnement           | France                                 | BSE                                    |
| Cofidis                                | France                                 | COF                                    |
| IAM                                    | Suisse                                 | IAM                                    |
| MTN-Qhubeka                            | Afrique du Sud                         | MTN                                    |
| NetApp-Endura                          | Allemagne                              | TNE                                    |
| Topsport Vlaanderen-Baloise            | Belgique                               | TSV                                    |
| Wanty-Groupe Gobert                    | Belgique                               | WGG                                    |

| Équipes continentales   | Équipes continentales | Équipes continentales |
| Nom de l'équipe         | Pays                  | Code                  |
| ----------------------- | --------------------- | --------------------- |
| BigMat-Auber 93         | France                | BIG                   |
| La Pomme Marseille 13   | France                | LPM                   |
| Roubaix Lille Métropole | France                | RLM                   |

## Classement final
|    | Coureur             | Pays       | Équipe                       |    | Temps           |
| -- | ------------------- | ---------- | ---------------------------- | -- | --------------- |
| 1  | Jelle Wallays       | Belgique   | Topsport Vlaanderen-Baloise  | en | 5 h 26 min 18 s |
| 2  | Thomas Voeckler     | France     | Europcar                     | +  | 0 s             |
| 3  | Jens Debusschere    | Belgique   | Lotto-Belisol                |    | 12 s            |
| 4  | Roy Jans            | Belgique   | Wanty-Groupe Gobert          |    | 12 s            |
| 5  | Heinrich Haussler   | Australie  | IAM                          |    | 12 s            |
| 6  | Jempy Drucker       | Luxembourg | Wanty-Groupe Gobert          |    | 12 s            |
| 7  | Kristian Sbaragli   | Italie     | MTN-Qhubeka                  |    | 12 s            |
| 8  | Pierre-Luc Périchon | France     | Bretagne-Séché Environnement |    | 12 s            |
| 9  | Guillaume Levarlet  | France     | Cofidis                      |    | 12 s            |
| 10 | Jos van Emden       | Pays-Bas   | Belkin                       |    | 12 s            |

## Liste des participants
- Liste de départ complète

| Légende | Légende                                                                    | Légende | Légende                                                    |
| ------- | -------------------------------------------------------------------------- | ------- | ---------------------------------------------------------- |
| Num     | Dossard de départ porté par le coureur sur ce Paris-Tours                  | Pos     | Position à l'arrivée de la course                          |
|         | Indique un maillot de champion national ou mondial, suivi de sa spécialité | NP      | Indique un coureur qui n'a pas pris le départ de la course |
| AB      | Indique un coureur qui n'a pas terminé la course                           | HD      | Indique un coureur qui a terminé la course hors des délais |

| Giant-Shimano GIA | Giant-Shimano GIA     | Giant-Shimano GIA |
| ----------------- | --------------------- | ----------------- |
| Num               | Coureur               | Pos               |
| 1                 | John Degenkolb (GER)  | 43e               |
| 2                 | Nikias Arndt (GER)    | 130e              |
| 3                 | Roy Curvers (NED)     | 85e               |
| 4                 | Bert De Backer (BEL)  | 88e               |
| 6                 | Thierry Hupond (BEL)  | AB                |
| 7                 | Ramon Sinkeldam (NED) | 47e               |
| 8                 | Tom Stamsnijder (NED) | AB                |
| 10                | Tom Veelers (NED)     | 65e               |

| FDJ.fr FDJ | FDJ.fr FDJ                  | FDJ.fr FDJ |
| ---------- | --------------------------- | ---------- |
| Num        | Coureur                     | Pos        |
| 11         | Arnaud Démare (FRA) (Route) | 42e        |
| 12         | William Bonnet (FRA)        | 93e        |
| 13         | David Boucher (FRA)         | 122e       |
| 14         | Arnaud Courteille (FRA)     | 127e       |
| 15         | Mickaël Delage (FRA)        | 60e        |
| 16         | Anthony Geslin (FRA)        | 89e        |
| 17         | Yoann Offredo (FRA)         | 25e        |
| 18         | Laurent Pichon (FRA)        | 109e       |

| Tinkoff-Saxo TCS | Tinkoff-Saxo TCS        | Tinkoff-Saxo TCS |
| ---------------- | ----------------------- | ---------------- |
| Num              | Coureur                 | Pos              |
| 21               | Michael Mørkøv (DEN)    | 56e              |
| 22               | Matti Breschel (DEN)    | 14e              |
| 23               | Rasmus Guldhammer (DEN) | AB               |
| 24               | Michal Kolář (SVK)      | AB               |
| 25               | Roman Kreuziger (CZE)   | 81e              |
| 26               | Jay McCarthy (AUS)      | 18e              |
| 27               | Evgueni Petrov (RUS)    | 78e              |
| 28               | Nikolay Trusov (RUS)    | 77e              |

| BMC Racing BMC | BMC Racing BMC          | BMC Racing BMC |
| -------------- | ----------------------- | -------------- |
| Num            | Coureur                 | Pos            |
| 31             | Greg Van Avermaet (BEL) | 39e            |
| 32             | Luke Davison (AUS)      | AB             |
| 33             | Sebastian Lander (DEN)  | 53e            |
| 34             | Steve Morabito (SUI)    | 94e            |
| 35             | Dylan Teuns (BEL)       | 30e            |
| 36             | Loïc Vliegen (BEL)      | 27e            |
| 37             |                         |                |
| 38             |                         |                |

| Omega Pharma-Quick Step OPQ | Omega Pharma-Quick Step OPQ    | Omega Pharma-Quick Step OPQ |
| --------------------------- | ------------------------------ | --------------------------- |
| Num                         | Coureur                        | Pos                         |
| 41                          |                                |                             |
| 42                          | Gianluca Brambilla (ITA)       | 82e                         |
| 43                          | Thomas De Gendt (BEL)          | AB                          |
| 44                          | Iljo Keisse (BEL)              | AB                          |
| 45                          | Serge Pauwels (BEL)            | 114e                        |
| 46                          | Guillaume Van Keirsbulck (BEL) | 83e                         |
| 48                          | Martin Velits (SVK)            | 29e                         |
| 50                          | Wout Poels (NED)               | 86e                         |

| AG2R La Mondiale ALM | AG2R La Mondiale ALM             | AG2R La Mondiale ALM |
| -------------------- | -------------------------------- | -------------------- |
| Num                  | Coureur                          | Pos                  |
| 51                   | Yauheni Hutarovich (BLR) (Route) | 22e                  |
| 52                   | Gediminas Bagdonas (LTU)         | AB                   |
| 53                   | Damien Gaudin (FRA)              | 95e                  |
| 54                   | Patrick Gretsch (GER)            | AB                   |
| 55                   | Hugo Houle (CAN)                 | 23e                  |
| 56                   |                                  |                      |
| 57                   | Jimmy Raibaud (FRA)              | AB                   |
| 58                   | Sébastien Turgot (FRA)           | 76e                  |

| Lotto-Belisol LTB | Lotto-Belisol LTB              | Lotto-Belisol LTB |
| ----------------- | ------------------------------ | ----------------- |
| Num               | Coureur                        | Pos               |
| 62                | Tiesj Benoot (BEL)             | 16e               |
| 63                | Jens Debusschere (BEL) (Route) | 3e                |
| 64                | Pim Ligthart (NED)             | 28e               |
| 65                | Xandro Meurisse (BEL)          | 33e               |
| 66                | Oliver Naesen (BEL)            | 32e               |
| 67                | Jonas Van Genechten (BEL)      | 20e               |
| 68                | Dennis Vanendert (BEL)         | 17e               |
| 70                | Kenny Dehaes (BEL)             | 96e               |

| Belkin BEL | Belkin BEL               | Belkin BEL |
| ---------- | ------------------------ | ---------- |
| Num        | Coureur                  | Pos        |
| 71         | Sep Vanmarcke (BEL)      | 40e        |
| 72         | Jetse Bol (NED)          | 116e       |
| 73         |                          |            |
| 74         | Rick Flens (NED)         | 113e       |
| 75         | Jonathan Hivert (FRA)    | 48e        |
| 76         | Maarten Tjallingii (NED) | 97e        |
| 77         | Jos van Emden (NED)      | 10e        |
| 78         | Robert Wagner (GER)      | 105e       |

| Europcar EUC | Europcar EUC           | Europcar EUC |
| ------------ | ---------------------- | ------------ |
| Num          | Coureur                | Pos          |
| 81           | Thomas Voeckler (FRA)  | 2e           |
| 83           | Jimmy Engoulvent (FRA) | 98e          |
| 84           | Vincent Jérôme (FRA)   | 36e          |
| 85           | Christophe Kern (FRA)  | 123e         |
| 86           | Morgan Lamoisson (FRA) | 35e          |
| 87           | Alexandre Pichot (FRA) | 111e         |
| 88           | Angélo Tulik (FRA)     | 112e         |
| 90           | Taruia Krainer (FRA)   | 67e          |

| Garmin-Sharp GRS | Garmin-Sharp GRS           | Garmin-Sharp GRS |
| ---------------- | -------------------------- | ---------------- |
| Num              | Coureur                    | Pos              |
| 91               | Jack Bauer (NZL)           | 121e             |
| 92               |                            |                  |
| 93               | Dylan Girdlestone (RSA)    | 87e              |
| 94               | Lasse Norman Hansen (DEN)  | AB               |
| 95               | Raymond Kreder (NED)       | 15e              |
| 96               |                            |                  |
| 97               | Dylan van Baarle (NED)     | 41e              |
| 100              | Ramūnas Navardauskas (LTU) | AB               |

| Cofidis COF | Cofidis COF              | Cofidis COF |
| ----------- | ------------------------ | ----------- |
| Num         | Coureur                  | Pos         |
| 101         | Adrien Petit (FRA)       | 106e        |
| 102         | Julien Fouchard (FRA)    | 92e         |
| 103         | Romain Hardy (FRA)       | 108e        |
| 104         | Christophe Laporte (FRA) | AB          |
| 105         | Cyril Lemoine (FRA)      | 34e         |
| 106         | Guillaume Levarlet (FRA) | 9e          |
| 107         | Florian Sénéchal (FRA)   | 19e         |
| 108         | Romain Zingle (BEL)      | AB          |

| Trek Factory Racing TFR | Trek Factory Racing TFR | Trek Factory Racing TFR |
| ----------------------- | ----------------------- | ----------------------- |
| Num                     | Coureur                 | Pos                     |
| 111                     | Giacomo Nizzolo (ITA)   | 119e                    |
| 112                     | Eugenio Alafaci (ITA)   | 80e                     |
| 113                     | Fumiyuki Beppu (JPN)    | 104e                    |
| 114                     | Stijn Devolder (BEL)    | 103e                    |
| 115                     | Alex Kirsch (LUX)       | 59e                     |
| 116                     |                         |                         |
| 117                     | Grégory Rast (SUI)      | 46e                     |
| 118                     | Jasper Stuyven (BEL)    | 37e                     |

| IAM | IAM                       | IAM  |
| --- | ------------------------- | ---- |
| Num | Coureur                   | Pos  |
| 121 | Sylvain Chavanel (FRA)    | 31e  |
| 122 | Marcel Aregger (SUI)      | 69e  |
| 123 | Heinrich Haussler (AUS)   | 5e   |
| 124 | Sébastien Hinault (FRA)   | 21e  |
| 125 | Sondre Holst Enger (NOR)  | 115e |
| 126 | Roger Kluge (GER)         | 64e  |
| 127 | Vicente Reynés (ESP)      | 38e  |
| 128 | Aleksejs Saramotins (LAT) | 12e  |

| Bretagne-Séché Environnement BSE | Bretagne-Séché Environnement BSE | Bretagne-Séché Environnement BSE |
| -------------------------------- | -------------------------------- | -------------------------------- |
| Num                              | Coureur                          | Pos                              |
| 131                              | Romain Feillu (FRA)              | 102e                             |
| 132                              | Anthony Delaplace (FRA)          | 54e                              |
| 133                              | Arnaud Gérard (FRA)              | 107e                             |
| 134                              | Clément Koretzky (FRA)           | 110e                             |
| 135                              | Christophe Laborie (FRA)         | 91e                              |
| 136                              | Vegard Stake Laengen (NOR)       | AB                               |
| 137                              | Pierre-Luc Périchon (FRA)        | 8e                               |
| 138                              | Florian Vachon (FRA)             | 90e                              |

| Topsport Vlaanderen-Baloise TSV | Topsport Vlaanderen-Baloise TSV | Topsport Vlaanderen-Baloise TSV |
| ------------------------------- | ------------------------------- | ------------------------------- |
| Num                             | Coureur                         | Pos                             |
| 141                             | Michael Van Staeyen (BEL)       | 100e                            |
| 142                             | Jarl Salomein (BEL)             | 57e                             |
| 143                             | Thomas Sprengers (BEL)          | 49e                             |
| 144                             | Edward Theuns (BEL)             | 50e                             |
| 145                             | Tom Van Asbroeck (BEL)          | 13e                             |
| 146                             | Kenneth Vanbilsen (BEL)         | 131e                            |
| 147                             | Gijs Van Hoecke (BEL)           | AB                              |
| 148                             | Jelle Wallays (BEL)             | 1er                             |

| Wanty-Groupe Gobert WGG | Wanty-Groupe Gobert WGG  | Wanty-Groupe Gobert WGG |
| ----------------------- | ------------------------ | ----------------------- |
| Num                     | Coureur                  | Pos                     |
| 151                     | Jempy Drucker (LUX)      | 6e                      |
| 152                     | Tim De Troyer (BEL)      | 44e                     |
| 153                     | Laurens De Vreese (BEL)  | 24e                     |
| 154                     | Jan Ghyselinck (BEL)     | 84e                     |
| 155                     | Roy Jans (BEL)           | 4e                      |
| 156                     | Björn Leukemans (BEL)    | 101e                    |
| 157                     | Kévin Van Melsen (BEL)   | 45e                     |
| 158                     | Frederik Veuchelen (BEL) | 72e                     |

| NetApp-Endura TNE | NetApp-Endura TNE         | NetApp-Endura TNE |
| ----------------- | ------------------------- | ----------------- |
| Num               | Coureur                   | Pos               |
| 161               | Cesare Benedetti (ITA)    | 125e              |
| 162               | Patrick Konrad (AUT)      | 132e              |
| 163               | Alexander Krieger (GER)   | 51e               |
| 164               | Ralf Matzka (GER)         | 55e               |
| 165               | Gregor Mühlberger (AUT)   | AB                |
| 166               | Andreas Schillinger (GER) | 126e              |
| 167               | Michael Schwarzmann (GER) | AB                |
| 168               | Scott Thwaites (GBR)      | AB                |

| La Pomme Marseille 13 LPM | La Pomme Marseille 13 LPM  | La Pomme Marseille 13 LPM |
| ------------------------- | -------------------------- | ------------------------- |
| Num                       | Coureur                    | Pos                       |
| 171                       | Julien Antomarchi (FRA)    | AB                        |
| 172                       | Rémy Di Grégorio (FRA)     | 52e                       |
| 174                       | Benjamin Giraud (FRA)      | 61e                       |
| 175                       | Domingos Gonçalves (POR)   | 66e                       |
| 176                       | Justin Jules (FRA)         | 70e                       |
| 177                       | Yoann Paillot (FRA)        | 74e                       |
| 178                       | Clément Saint-Martin (FRA) | AB                        |
| 179                       | José Gonçalves (POR)       | 26e                       |

| BigMat-Auber 93 BIG | BigMat-Auber 93 BIG       | BigMat-Auber 93 BIG |
| ------------------- | ------------------------- | ------------------- |
| Num                 | Coureur                   | Pos                 |
| 181                 | Stéphane Rossetto (FRA)   | 120e                |
| 182                 | Frédéric Brun (FRA)       | 124e                |
| 183                 | Flavien Dassonville (FRA) | 129e                |
| 184                 | Alo Jakin (EST) (Route)   | AB                  |
| 185                 | Maxime Renault (FRA)      | 128e                |
| 186                 | Steven Tronet (FRA)       | 73e                 |
| 187                 | Théo Vimpère (FRA)        | 75e                 |
| 189                 | Pierre Gouault (FRA)      | 68e                 |

| Roubaix Lille Métropole RLM | Roubaix Lille Métropole RLM | Roubaix Lille Métropole RLM |
| --------------------------- | --------------------------- | --------------------------- |
| Num                         | Coureur                     | Pos                         |
| 191                         | Baptiste Planckaert (BEL)   | 11e                         |
| 192                         |                             |                             |
| 193                         | Timothy Dupont (BEL)        | 79e                         |
| 194                         | Julien Duval (FRA)          | 99e                         |
| 195                         | Jean-Lou Paiani (FRA)       | AB                          |
| 196                         | Romain Pillon (FRA)         | AB                          |
| 197                         | Jimmy Turgis (FRA)          | 71e                         |
| 199                         | Rudy Kowalski (FRA)         | AB                          |

| MTN-Qhubeka MTN | MTN-Qhubeka MTN           | MTN-Qhubeka MTN |
| --------------- | ------------------------- | --------------- |
| Num             | Coureur                   | Pos             |
| 201             | Kristian Sbaragli (ITA)   | 7e              |
| 202             | Nicolas Dougall (RSA)     | AB              |
| 203             | Songezo Jim (RSA)         | AB              |
| 204             | Ignatas Konovalovas (LTU) | 58e             |
| 205             | Andreas Stauff (GER)      | 63e             |
| 206             | Johann van Zyl (RSA)      | 117e            |
| 207             | Jacobus Venter (RSA)      | 118e            |
| 208             | Martin Wesemann (RSA)     | 62e             |